# Бутаки (деревня, Тверская область)
Бутаки — деревня в Нелидовском городском округе Тверской области.

## География
Находится в юго-западной части Тверской области на расстоянии приблизительно 14 км на северо-запад по прямой от города Нелидово у Торопецкого тракта.

## История
В 1859 году здесь (деревня Бельского уезда Смоленской губернии) было учтено 4 двора. До 2018 года входила в состав ныне упразднённого Нелидовского сельского поселения.

## Население
Численность населения: 32 человека (1859 год), 1 (русские 100 %) в 2002 году, 1 в 2010.